# N-Iロケット
N-Iロケット（エヌイチロケット）は、宇宙開発事業団 (NASDA) と三菱重工業が米国のデルタロケットの技術や構成要素を基に開発し、三菱重工業が製造した日本初の人工衛星打ち上げ用液体燃料ロケット。

## 概要
東京大学宇宙航空研究所（後の宇宙科学研究所）が、科学衛星と衛星打ち上げ用固体燃料ロケットを自主開発し打ち上げ実績を重ねていたのに対して、実用商用衛星の打上げを目指して設立されたNASDAは、液体燃料ロケットの実用化を急ぐために自主開発を諦め、一部がブラックボックスの条件で米国のデルタロケットの技術を段階的に習得していく開発手法を採った。ロケットの技術は弾道ミサイルの技術に繋がるため、米国としても日本のロケット技術を管理下に置く事は好ましいと考えていた。
1970年（昭和45年）10月にNロケットの開発が始まり、1975年（昭和50年）に技術試験衛星「きく」を搭載した第1号機の打ち上げに成功した。1982年（昭和57年）までに合計7機を打ち上げ技術習得の目標は達成できたが、打上げ能力が衛星の大型化に対応できないためN-IIロケットの開発に移行することになった。

## 名称
JAXAのFAQによればNロケットの「N」は日本の頭文字であり、またMロケットの次という意味も込められている。当初は単にN（ロケット）と呼ばれていたが、改良型の名称が具体化するにつれてN-I（ロケット）と呼ばれるようになった。文部科学省公開資料の科学技術白書では昭和53年版からN-I、N-II、H-Iの各名称が用いられている。

## 諸元と構成
第二段を除けば主要部分はDelta Mロケットと略同型と言える。

### 主要諸元
| 諸元＼各段     | 諸元＼各段                 | 第1段              | 補助ロケット         | 第2段                                             | 第3段              | フェアリング       |
| -------------- | -------------------------- | ------------------ | -------------------- | ------------------------------------------------- | ------------------ | ------------------ |
| 寸 法          | 長さ (m)                   | 21.44              | 7.25                 | 5.44 （第2段アダプタ含む）                        | 1.37               | 5.69               |
| 寸 法          | 全長 (m)                   | 32.57              | 32.57                | 32.57                                             | 32.57              | 32.57              |
| 寸 法          | 外径 (m)                   | 2.44               | 0.79                 | 1.62                                              | 0.94               | 1.65               |
| 重 量          | 各段全備重量 (t)           | 70.09              | 13.40 （3本）        | 5.86 （第2段アダプタ含む）                        | 0.67               | 0.26               |
| 重 量          | 全段重量 (t)               | 90.28 （衛星除く） | 90.28 （衛星除く）   | 90.28 （衛星除く）                                | 90.28 （衛星除く） | 90.28 （衛星除く） |
| エ ン ジ ン    | 名称                       | MB-3-3             | キャスターII         | LE-3                                              | スター37N          | N/A                |
| エ ン ジ ン    | 型式                       | 液体ロケット       | 固体ロケット         | 液体ロケット                                      | 固体ロケット       | N/A                |
| エ ン ジ ン    | 推進薬種類 （酸化剤/燃料） | LOX/RJ-1           | HTPB                 | NTO/A-50                                          | HTPB               | N/A                |
| エ ン ジ ン    | 推進薬重量 (t)             | 66.53              | 11.24 （3本）        | 4.74                                              | 0.56               | N/A                |
| エ ン ジ ン    | 比推力 (s)                 | 249 （海面上）     | 238 （海面上）       | 290 （真空中）                                    | 291 （真空中）     | N/A                |
| エ ン ジ ン    | 平均推力 (tf)              | 77 （海面上）      | 71 （海面上、3本分） | 5.4 （真空中）                                    | 4.0 （真空中）     | N/A                |
| エ ン ジ ン    | 燃焼時間 (s)               | 224                | 39                   | 246                                               | 41                 | N/A                |
| エ ン ジ ン    | 推進薬供給方式             | ターボポンプ       | N/A                  | ヘリウムガス押し                                  | N/A                | N/A                |
| 制御 シス テム | ピッチ ヨー                | ジンバル           | N/A                  | ジンバル（推力飛行中） ガスジェット（慣性飛行中） | スピン安定         | N/A                |
| 制御 シス テム | ロール                     | バーニアエンジン   | N/A                  | ガスジェット                                      | スピン安定         | N/A                |

### 構成
3段式の液体＋固体ロケット
- 第1段 : MB-3-3
長タンク型ソアーロケットと略同型である。当初はノックダウン生産であったが、後にマクドネル・ダグラス社にロイヤリティを支払い、三菱重工業がライセンス生産した。エンジンは液体酸素とケロシンを推進剤とするMB-3-3エンジンで、こちらも同様に当初はノックダウン生産であり、後にTRW社のライセンスで三菱重工業が製造した。そのうち燃焼器やガスジェネレータ等、エンジンの一部部品は三菱重工業から石川島播磨重工業（現・IHI）に委託された。ライセンス生産化にあたっては日本独自の改良が施されており、タンクの素材であるアルミ合金を溶接が容易なものへ変更され、また、タンク壁面はワッフル構造からアイソグリッド構造へ変更された。
- 第1段補助ブースタ (SOB) : キャスターII
サイオコール社のライセンスで日産自動車（現・IHIエアロスペース）が製造したものを3基使用。当初は地上試験用と実機用に合計15基を輸入した。
- 第2段 : LE-3
NASDAが独自にQロケットの第3段用として開発し、三菱重工業が製造していたLE-3エンジン（推進剤は四酸化二窒素とエアロジン-50）を使用している。N-Iへの適用にあたり、マクドネル・ダグラス社及びロケットダイン社によってチェック・アンド・レビューによる技術指導が行われた。LE-3は、日米宇宙協定に関する米議会の決定によって技術移転が許可されたAJ-10-118Eエンジンよりも、推力及び比推力で勝るものだったが、N-Iと同じ時期にデルタロケットで使用されていた同エンジンの改良型であるAJ-10-118Fエンジンと比較すると、燃焼時間や比推力では劣るものであった。
- 第3段 : スター37N
サイオコール製のスター37N球形固体ロケットモータを輸入[4][5]。
- ペイロード・フェアリング
マクドネル・ダグラス製のデルタロケット用フェアリングを輸入
- 誘導装置
当時は慣性誘導装置の技術がなかったため、誘導計算機を地上で持つ電波誘導方式で、NECがライセンス生産。

## 打ち上げ実績
| 機体        | 打上げ年月日  | 成否     | 積荷      | 目的               | 軌道 | 備考                                                                                        |
| ----------- | ------------- | -------- | --------- | ------------------ | ---- | ------------------------------------------------------------------------------------------- |
| 1号機 (N1F) | 1975年9月9日  | 成功     | きく1号   | 技術試験衛星I型    | LEO  | 日本で初めての大型液体ロケットの打ち上げ 14:00の打ち上げ目標であったが14:30に打ち上げられた |
| 2号機 (N2F) | 1976年2月29日 | 成功     | うめ      | 電離層観測衛星     | LEO  |                                                                                             |
| 3号機 (N3F) | 1977年2月23日 | 成功     | きく2号   | 技術試験衛星II型   | GEO  | 日本初の静止衛星                                                                            |
| 4号機 (N4F) | 1978年2月16日 | 成功     | うめ2号   | 電離層観測衛星     | LEO  |                                                                                             |
| 5号機 (N5F) | 1979年2月6日  | 一部失敗 | あやめ    | 実験用静止通信衛星 | GTO  | 衛星分離直後に3段目が衛星に追突し静止軌道投入に失敗                                         |
| 6号機 (N6F) | 1980年2月22日 | 成功     | あやめ2号 | 実験用静止通信衛星 | GTO  | GTO投入（打ち上げ）には成功 静止軌道移行のために衛星のアポジモーターを噴射した際に通信途絶  |
| 7号機 (N9F) | 1982年9月3日  | 成功     | きく4号   | 技術試験衛星III型  | LEO  |                                                                                             |